# Consistorio (Antigua Roma)
El consistorio (consistorium, sacrum consistorium) fue un órgano gubernamental del Bajo Imperio romano. Su función principal era debatir los asuntos del momento y aconsejar al emperador para que tomase decisiones al respecto, además de funcionar, también, como Corte Suprema y lugar donde se recibía y escuchaba a delegaciones del extranjero o de las provincias. Era heredero del consilium principis un grupo de personas seleccionadas por el emperador a quienes, durante el Principado, recurría para que le asesorasen o le diesen su opinión. Existían dos consistorios: uno para el emperador occidental y otro para el oriental.

## Composición
Lo integraban dos tipos de personas. Su núcleo estaba formado por los titulares en cada momento de altos cargos civiles y militares que ex officio los convertían en miembros:
- El quaestor, que redactaba las leyes.
- El magister officiorum, que dirigía varios departamentos gubernamentales.
- El comes sacrarum largitionum, que controlaba las finanzas imperiales.
- El comes rerum privatarum, que controlaba las finanzas del emperador
- El prefecto del pretorio del área donde se encontraba el emperador en cada momento.
- El comes domesticorum, que comandaba a los protectores.
- El magister peditum, que comandaba la infantería.
- El magister equitum, que comandaba la caballería.

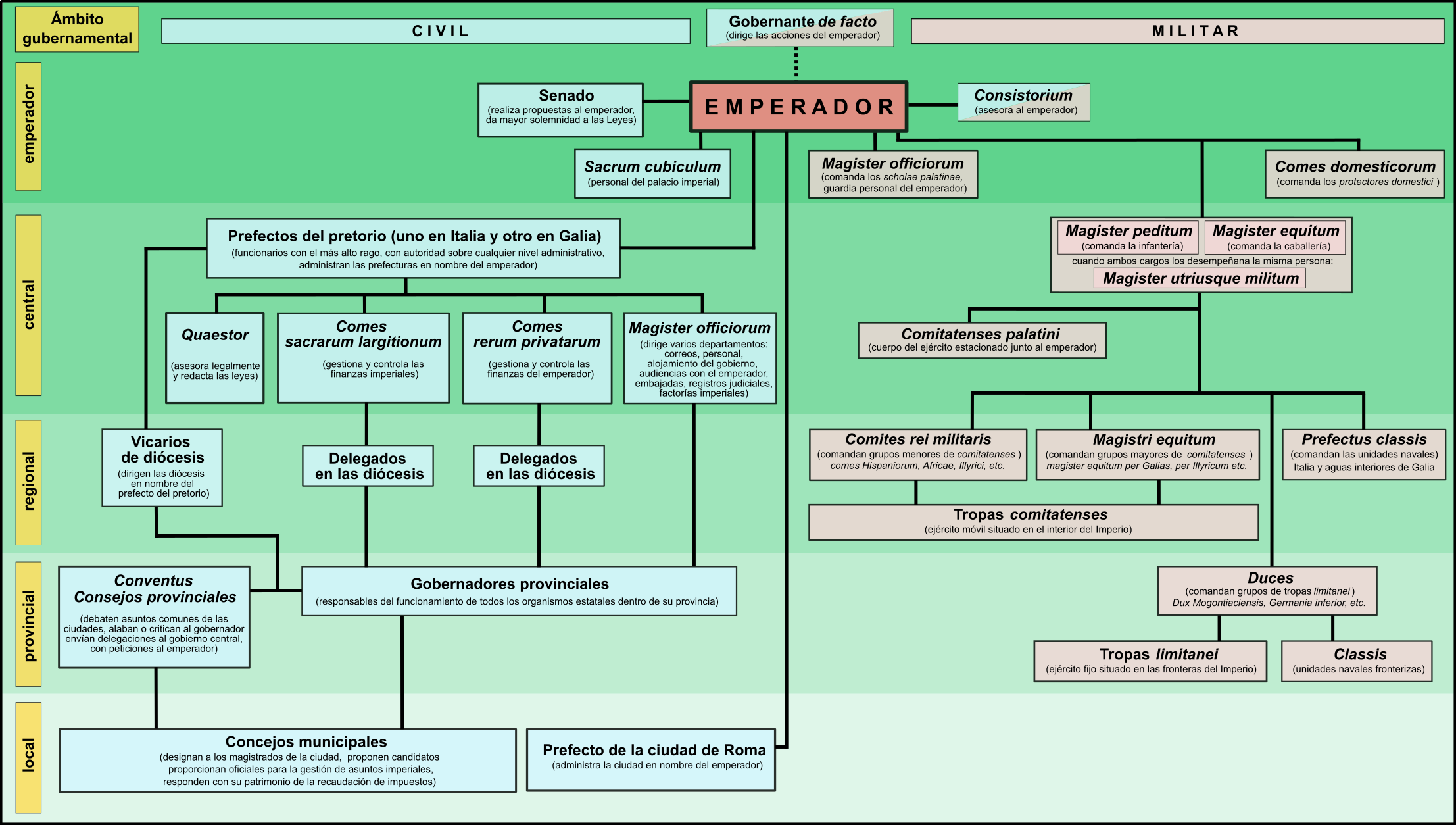
Organigrama gubernamental civil y militar del Imperio romano occidental sobre el año 400. El consistorio se sitúa junto al emperador directamente dependiente de él.

A este grupo se le unían personas seleccionadas personalmente por el emperador y que, normalmente, habían desarrollado una destacada carrera dentro de la Administración imperial o del ejército. Adicionalmente, cuando funcionaba como Tribunal de última instancia, también se incorporaban a las sesiones abogados y expertos en derecho.

## Historia
Su mayor protagonismo lo cobró durante el siglo IV cuando, de manera regular, se debatieron en él los asuntos de cada momento. Siguió en funcionamiento durante el V y —en el Imperio oriental— el VI pero se convirtió, de manera paulatina, en un órgano más ceremonial que decisorio tal y como era el senado debido a que el emperador prefirió tratar con círculos más pequeños formados por aquellos altos funcionarios o militares que debían ejecutar sus decisiones.
Bien pronto —en 364— se limitó su trabajo de recibir a las delegaciones provinciales debido a la gran cantidad de tiempo que consumía esta función. Se estableció que debían dirigirse, previamente, al prefecto del pretorio para que este atendiese las peticiones más sencillas.
Otra función secundaria que ejercía era la de entrega oficial de los nombramientos para cargos y dignidades. Esto resultaba en un gran honor para quienes las recibían y los colocaba en una posición preferente respecto a otros titulares de los mismos cargos que habían recibido su nombramiento por el conducto habitual.
Algunos ejemplos de actuaciones del consistorio fueron:
- (355) planear las acciones a tomar ante la rebelión de Claudio Silvano contra Constancio II.[3]
- (371) escuchar las quejas de la provincia de Tripolitania sobre Romano.[5]
- (375) recibir a la delegación de cuados durante, cuya vista, Valentiniano I falleció por un ataque de ira.[7]
- (376) aconsejar a Valente que aceptase la entrada de los godos en el Imperio.[7]
- (384) rechazar la petición del senado para restaurar el Altar de la Victoria.[7]